# 美濃市立牧谷小学校
美濃市立牧谷小学校（みのしりつ まきだにしょうがっこう）は、岐阜県美濃市にある公立小学校。

## 通学区域
- 通学区域は長瀬、片知、蕨生、神洞、上野、乙狩、小倉、御手洗であり、旧・武儀郡上牧村と下牧村にほぼ該当する。公立中学校の進学先は美濃市立美濃中学校である[1]。

## 沿革
牧谷小学校は、上牧小学校と下牧小学校を統合し新設された小学校である。
- 2009年（平成21年） - 開校。校地と校舎は2003年（平成15年）に廃校となった、旧・蕨生小学校のを改修して使用する。

## 統合計画
- 少子化が急速に進んでいることもあり、市内の5つの小学校（美濃小学校、中有知小学校、藍見小学校、大矢田小学校、牧谷小学校）を統合し、2つの小学校に再編する計画である。2025年時点では2032年4月までの統合を目指している[2]。